# Primavera (álbum de Eliana)
Primavera é o sétimo álbum de estúdio da cantora e apresentadora Eliana, lançado em 1999 pela gravadora BMG. Sob a direção de Jorge Davidson e produzido pelo trio  Lincoln Olivetti, João Plinta e Leandro Lehart, o álbum foi elogiado por veículos de imprensa e mídia brasileira por ser ao mesmo tempo dançante e educativo.  
A faixa que dá título ao álbum foi lançada como single em 1999, e seu videoclipe foi exibido na emissora MTV Brasil, mesmo com Eliana sendo de uma emissora concorrente.
Comercialmente, o trabalho repetiu o sucesso de seus antecessores, com vendas que ultrapassaram 250 mil unidades, garantindo um disco de ouro pela Associação Brasileira dos Produtores de Discos (ABPD), o sétimo da cantora a atingir tal feito. 
No ano 2000, Primavera foi  indicado ao prêmio Grammy Latino na categoria de Álbum Infantil Latino do Ano.

## Antecedentes
Após o sucesso de seu álbum anterior, a BMG-Ariola iniciou a produção do que seria o sétimo álbum da carreira de Eliana. De acordo com o jornal O Fluminense meses antes do lançamento, a artista firmou um contrato com a gravadora no valor de 18 milhões de reais.
Em 23 de março de 1999, o jornalista Ferreira Netto afirmou em sua coluna no jornal Tribuna da Imprensa que àquela altura, a cantora continuava  a receber composições inéditas que fariam a lista de faixas do projeto.

## Produção e gravação
O álbum, sob a direção de Jorge Davidson, foi produzido pelo trio composto por Lincoln Olivetti, João Plinta e Leandro Lehart, vocalista do grupo Art Popular. Segundo veículos de imprensa e mídia brasileira, o disco se destaca por ser uma obra divertida, dançante e educativa.
O cantor Fábio Júnior chegou a ser cotado para uma participação no disco, em um dueto com a cantora, mas a parceria foi cancelada, embora ambos fossem da mesma gravadora.
Em 25 de setembro de 1999, a revista Manchete informou que a cantora estava gravando no estúdio Mosh, em São Paulo, uma canção intitulada "O Menino". Segundo a publicação, trata-se de um tema natalino que fala sobre o menino Jesus e o novo milênio, composto por César Lemos e Karla Aponte, que iria integrar a lista de faixas do CD. Por fim, a canção não foi incluída.

### Canções
"Como um Beijo em Noite de Luar" é uma das músicas românticas do trabalho. Trata-se de uma versão em português da canção "Rush Rush", lançada como primeiro single do álbum Spellbound, da cantora estadunidense Paula Abdul, em 1991. A canção original em inglês, atingiu o pico no número 4 na tabela Billboard Hot 100, e apareceu na posição de número 64 entre as 100 canções mais bem sucedidas nos Estados Unidos na década de 90, de acordo com a revista Billboard.
A canção "Pingos da Chuva" incluída na faixa de número 11 intitulada "Pot-Pourri IV: Pingos da Chuva / Aprendendo a Assoviar / Nhoc", é uma versão da canção  em inglês "If All the Raindrops", uma canção infantil que faz parte da série Barney & The Backyard Gang, de 1991. A música original aparece no episódio "Barney Goes To School".

## Lançamento e divulgação
A cantora chegou a gravar alguns programas de televisão. Na Record concedeu entrevista ao Programa Fábio Jr., do cantor e apresentador Fábio Júnior.

### Singles
"Primavera" foi lançado como primeiro e único single do álbum, em 1999. Em 7 de setembro de 1999, o jornalista Ferreira Netto, do jornal Tribuna da Imprensa, informou que a apresentadora tinha acabado de desembarcar no Rio de Janeiro, com a finalidade de iniciar as gravações do videoclipe da canção. Mesmo Eliana sendo uma artista de uma emissora concorrente, o trabalho recebeu "sinal verde" para ser exibido na MTV Brasil.

## Prêmios e nomeações
Em 20 de janeiro de 2000, a Academia Latina de Artes e Ciências da Gravação anunciou que a cerimônia inaugural do Latin Grammy Awards seria em 15 de setembro de 2000, em Los Angeles, transmitida pela CBS. As indicações em 40 categorias seriam divulgadas em agosto de 2000. A lista de indicados foi revelada em 7 de julho de 2000, em uma cerimônia em Miami apresentada por Michael Greene, presidente da National Academy of Recording Arts & Sciences.
O álbum Primavera foi indicado na categoria Álbum Infantil Latino do Ano, categoria na qual competia com outros quatro indicados, a saber: El diario de Daniela da cantora e atriz mexicana Daniela Luján; Lullabies of Latin America: canciones de cuna de Latinoamérica de Maria Del Rey; Ellas cantan a cri cri de Vários Artistas; e o grande vencedor: A Mis Niños de 30 Años, de Miliki.

## Desempenho comercial
Comercialmente, repetiu o sucesso dos álbuns que o precederem. Antes do lançamento, saiu com uma tiragem de 100 mil cópias encomendadas pelas lojas brasileiras. A Associação Brasileira dos Produtores de Discos (ABPD) auditou a primeira leva de vendas e o certificou como disco de ouro no ano do lançamento. Em meados do ano 2000, as vendas atingiram mais de 250 mil cópias, o que o tornou elegível a um disco de platina.

## Lista de faixas
- Créditos adaptados do CD Primavera, de 1999.[6]

| N.º | Título                                                                               | Compositor(es)                                                         | Duração |  |
| 1.  | "Primavera" (Any Fool Could See (You Were Meant To Me))                              | Barry White / Paul Polliti / versão: Paulo Sérgio Valle                | 4:30    |  |
| 2.  | "Pot-Pourri I: Ooola/ Medo/ Hora do Banhinho"                                        | João Plinta, Sarah, Greyce / Sarah, Greyce, Tatti                      | 3:18    |  |
| 3.  | "O Telefone Vai Tocar"                                                               | Angela Márcia / João Plinta                                            | 2:53    |  |
| 4.  | "Macarronada"                                                                        | João Plinta / Cecílio Nena / Antônio Luiz                              | 2:20    |  |
| 5.  | "Pot-Pourri II: Direita-Esquerda/ É Hora/ Tem Alegria"                               | Sarah, Greyce, Tatti                                                   | 3:41    |  |
| 6.  | "Algazarra no Meu Coração"                                                           | Altay Veloso                                                           | 3:34    |  |
| 7.  | "A Sabedoria dos Bichos"                                                             | Rubens Alexandre / Paulo Massadas                                      | 3:21    |  |
| 8.  | "Pot-Pourri III: Eu Vi/ Faça Tudo que Eu Disser/ Perna e Pé"                         | Marisa, Tatti / João Plinta, Sarah, Greyce / Marisa, Taddy, Tatti      | 4:01    |  |
| 9.  | "Criança"                                                                            | Sarah, Greyce, Tatti                                                   | 3:20    |  |
| 10. | "Aprendiz" (participação de Art Popular)                                             | Leandro Lehart                                                         | 3:07    |  |
| 11. | "Pot-Pourri IV: Pingos da Chuva (If all the raindrops)/ Aprendendo a Assoviar/ Nhoc" | D. P., versão: João Plinta / Marisa, Taddy, Tatti / João Plinta, Sarah | 3:58    |  |
| 12. | " Os Dedinhos" (Remix)                                                               | D. P., adaptação: João Plinta                                          | 3:23    |  |
| 13. | "Eliana no Parque"                                                                   | João Plinta / Muguinho / Lu Rosas                                      | 2:47    |  |
| 14. | "Como um Beijo em Noite de Luar" (Rush Rush)                                         | P. Lord / versão: Paulo Sérgio Valle                                   | 4:44    |  |

## Certificações e vendas
| Região                                              | Certificação | Vendas  |
| --------------------------------------------------- | ------------ | ------- |
| Brasil (Pro-Música Brasil)                          | Ouro         | 250,000 |
| *números de vendas baseados somente na certificação |              |         |

## Ligações Externas
- no Discogs